# Italienische Fußballnationalmannschaft (U-23-Männer)
Die italienische U-23-Fußballnationalmannschaft war eine Auswahlmannschaft italienischer Fußballspieler, die der Federazione Italiana Giuoco Calcio unterlag.

## Geschichte
Eine der U-23-Mannschaft ähnelnde Mannschaften spielte bereits am 6. April 1942 in Turin gegen Ungarn. Hierbei waren nur Spieler zugelassen, die nicht früher als 1920 geboren wurden. Nach dem Zweiten Weltkrieg, nahm dann eine richtige U-23-Mannschaft an zahlreichen internationalen Freundschaftsspielen gegen andere U-23-, wie auch A-Nationalmannschaften und weitere Auswahlen teil. Offiziell begründet wurde diese Mannschaft aber erst im Jahr 1967, welche damit die B-Mannschaft ablöste. Das erste Spiel dieses Teams wiederum war am 20. Dezember 1967 eine 0:1-Niederlage gegen England.
Der Verband stellte Romolo Alzani als Cheftrainer an und am 26. März 1969 gewann diese Mannschaft dann auch ihr erstes Spiel gegen Nordirland.
Das Team nahm auch an Qualifikation zur Erstaustragung der U-23-Europameisterschaft im Jahr 1972 teil. Hier begann für das Team im Oktober das erste Spiel, ein 3:1-Sieg über Österreich. Im Juni 1971 folgte dann auch noch ein 1:0-Sieg über Schweden. Im Oktober bzw. November des Jahres setze es dann aber eine 1:4- bzw. eine 1:2-Niederlage in den beiden Rückspielen, womit die Italiener am Ende dann doch nur auf dem zweiten Platz mit 4:4 Punkten landete, welcher nicht zur Teilnahme an der Finalrunde berechtigte. Bei der zweiten Ausgabe hatte man es in der Qualifikation lediglich mit der Türkei zu tun, welche man nach einem 3:1-Hinspielsieg auch im Rückspiel noch einmal mit 1:0 schlug. So traf man dann in der Finalrunde im Viertelfinale auf die DDR. Gegen diese setze es aber nach Hin- und Rückspiel insgesamt eine 1:3-Niederlage, womit die Mannschaft hiernach dann auch ausschied. Bei der Qualifikation zur nächsten Ausgabe im Jahr 1976, gelang dann wieder nur ein zweiter Platz in der eigenen Gruppe, nachdem lediglich gegen Finnland im Hin- als auch Rückspiel ein Sieg eingefahren werden konnte und gegen die Niederlande lediglich im Rückspiel ein Unentschieden erreicht wurde.
Nach dieser Austragung wurde der Platz der Mannschaft von der U-21 eingenommen, welche seitdem bei der Qualifikation zu dem Turnier startberechtigt ist. Bei den Olympischen Spielen seit 1992, wird dabei eine eigenständige Mannschaft eingesetzt.

## Ergebnisse bei der Europameisterschaft
| Jahr | Platzierung        |
| ---- | ------------------ |
| 1972 | nicht qualifiziert |
| 1974 | Viertelfinale      |
| 1976 | nicht qualifiziert |